# القابضة لمياه الشرب والصرف الصحي
الشركة القابضة لمياه الشرب والصرف الصحي هي قابضة حكومية مصرية، أنشأت بقرار رئيس جمهورية مصر العربية رقم 135 لسنة 2004 كشركة قابضة تختص بتنقية وتحلية وإنتاج وتوزيع وإدارة قطاع مياه الشرب والمعالجة والتخلص الآمن للصرف الصحي وتتبع وزارة الإسكان والمرافق والمجتمعات العمرانية لتكون ضمن ديوان عام المرافق بالوزارة

## التاريخ
كان قطاع المرافق في مصر مكون من الوحدات التابعة لمديرية المرافق في كل محافظة، ولكل محافظة نظام مختلف عن غيرها في إدارة وتشكيل القطاع فمنها ما جعلها هيئة اقتصادية ومنها شركة قطاع أعمال ومنها جعلها تابعة للوحدات المحلية وتتبع سلطات المحافظة ولا يوجد كيان مركزي يمكن من خلاله توحيد مفهوم وسياسات عامة لترقي بحال القطاع المتردي ولا يوجد آلية فعلية للتبعية الأصيلة لوزارة الإسكان والمرافق والتنمية العمرانية ووصل حالة هذا القطاع لمرحلة متردية و متدهورة جداً مما فرض على الدولة ضرورة التوجه لدعم هذا القطاع الحيوي فكان من الضروري إنشاء كيان موحد تتوجه إليه سبل الدعم اللازمة للنهوض بهذا القطاع[بحاجة لمصدر].

## التشريعات المنظمة
1. القانون 27 لسنة 1978 في شأن الموارد العامة لمياه الشرب والاستعمال الآدمي والقرارات التنفيذية ذات الصلة حيث أن المادة رقم 6 منه قد أناطت لوزارة الصحة تحديد الاشتراطات والمواصفات الصحية الواجب توافرها على النحو التالي:
  1. القرار رقم 301 لسنة 1995 في شأن الاشتراطات الصحية الواجب توافرها في مآخذ محطات مياه الشرب.
  2. القرار رقم 301 لسنة 1995 في شأن طرق رفع العينات اللازمة للتحليل.
  3. القرار رقم 458 لسنة 2007 في شأن المواصفات الواجب توافرها في مياه الشرب والاستعمال الآدمي.
2. القانون رقم 93 لسنة 1962 في شأن المتخلفات السائلة، الصرف الصحي والصرف الصناعي.[2]
  1. قرار وزارة الإسكان والمرافق والتنمية العمرانية رقم 44 لسنة 2000 في شأن اللائحة التنفيذية للقانون.
  2. قرار وزارة الإسكان والمرافق والتنمية العمرانية رقم 253 لسنة 2003 بإضافة الباب الثامن للائحة التنفيذية للقانون والذي تضمن التداول الآمن للحمأة.
3. الكود المصري رقم 501 لسنة 2005 في شأن إعادة الاستخدام للصرف الصحي في الزراعة والصادر بقرار وزارة الإسكان والمرافق والتنمية العمرانية رقم 171 لسنة 2005 والمعدل في 2015.
4. الكود المصري رقم 103/1 في شأن أعمال التشغيل والصيانة لمحطات مياه الشرب وملحقاتها والصادر بقرار وزارة الإسكان والمرافق والتنمية العمرانية رقم 331 لسنة 2007.
5. الباب السادس من اللائحة التنفيذية للقانون 48 لسنة 1982 في شأن حماية نهر النيل والصادرة بقرار وزارة الموارد المائية رقم 92 لسنة 2013.
6. مراعاة ما ورد بالقانون 9 لسنة 2009 في شأن البيئة والصادر تعديلاً للقانون 4 لسنة 1994 واللائحة التنفيذية الصادرة بقرار رئاسة الوزراء رقم 338 لسنة 1995 وتعديلاته.
7. القانون 203 لسنة 2003 في شأن قانون قطاع الأعمال العام.
8. القرار الجمهوري رقم 135 لسنة 2004 في شأن الشركة القابضة لمياه الشرب والصرف الصحي.
9. القرار الجمهوري رقم 2703 لسنة 1966 في شأن اللجنة العليا للمياه.

## الهيكل الإداري
يتكون الهيكل الإداري للشركة القابضة مما يلي:
| - الجمعية العامة. - مجلس الإدارة. - العضو المنتدب وهو رئيس مجلس الإدارة والمساعدين من أعضاء مجلس الإدارة. - قطاع الأمانة العامة للشركة القابضة (المكتب الفني لرئيس مجلس الإدارة) - قطاع الدعم الفني لتشغيل وصيانة محطات المياه والصرف. - قطاع المشروعات والمخطط العام. - قطاع البحوث والتطوير وإعادة الاستخدام والصرف الصناعي والبرامج البحثية. - قطاع المعامل المرجعية وضبط الجودة وشئون البيئة. - قطاع الشئون المالية. - قطاع الموارد البشرية. - الإدارة العامة للتوعية وخدمة العملاء. - الإدارة العامة للعلاقات والإعلام. |  | - الإدارة العامة للسلامة والصحة المهنية وتأمين بيئة العمل. - الإدارة العامة للإدارة والتعامل مع الأزمات والكوارث والأحداث الطارئة. - الإدارة العامة للأمن. - الإدارة العامة لنظم المعلومات. - الإدارة العامة للشئون القانونية. - الإدارة العامة لشئون مجلس الإدارة. - الإدارة العامة للشئون الإدارية. - الإدارة العامة لنظم المعلومات الجغرافية. - الإدارة العامة للتحليل الفني والقياسات. - الإدارة العامة للتحليل الاقتصادي. - الإدارة العامة للمتابعة التجارية. |

## الشركات التابعة
يتبع للشركة القابضة لمياه الشرب والصرف الصحي 25 شركة تابعة هي:
| - شركة مياه الشرب بالقاهرة الكبرى. - شركة الصرف الصحي بالقاهرة. - شركة مياه الشرب والصرف الصحي بالجيزة. - شركة مياه الشرب والصرف الصحي بالمنوفية. - شركة مياه الشرب والصرف الصحي بالغربية. - شركة مياه الشرب والصرف الصحي بكفر الشيخ. - شركة مياه الشرب والصرف الصحي بالبحيرة. - شركة مياه الشرب بالإسكندرية. - شركة الصرف الصحي بالإسكندرية. - شركة مياه الشرب والصرف الصحي بمطروح. - شركة مياه الشرب والصرف الصحي بالقليوبية. - شركة مياه الشرب والصرف الصحي بالشرقية. - شركة مياه الشرب والصرف الصحي بالدقهلية. |  | - شركة مياه الشرب والصرف الصحي بدمياط. - شركة مياه الشرب والصرف الصحي بسيناء. - شركة مياه الشرب والصرف الصحي بمحافظات القناة. - شركة مياه الشرب والصرف الصحي بالبحر الأحمر. - شركة مياه الشرب والصرف الصحي بالفيوم. - شركة مياه الشرب والصرف الصحي ببني سويف. - شركة مياه الشرب والصرف الصحي بالمنيا. - شركة مياه الشرب والصرف الصحي بأسيوط والوادي الجديد. - شركة مياه الشرب والصرف الصحي بسوهاج. - شركة مياه الشرب والصرف الصحي بقنا. - شركة مياه الشرب والصرف الصحي بالأقصر. - شركة مياه الشرب والصرف الصحي بأسوان. |

## وصلات خارجية
- الموقع الرسمي للشركة.
- الصفحة الرسمية للشركة على موقع فيس بوك.